# Trisetum persicum
Trisetum persicum är en gräsart som beskrevs av Jindřich Chrtek. Trisetum persicum ingår i släktet glanshavren, och familjen gräs. Inga underarter finns listade i Catalogue of Life.